# グレン・ランガン
グレン・ランガン（Glenn Langan,  1917年7月8日 - 1991年1月26日）は、アメリカ合衆国の俳優である。

## 来歴
1917年、コロラド州デンバーに生まれる。地元のデンバーで育ち、デンバー時代からアマチュア劇団に参加して演劇に携わっていた。1939年にハンフリー・ボガート主演のSF映画『ドクターXの復活』で映画デビューを果たし、その後ニューヨークへ渡ると1942年にルイーゼ・ライナー共演の舞台でブロードウェイデビュー。1940年代からコンスタントに映画の出演作品を増やし、キャリアを構築し、1950年代にはテレビシリーズなどへも出演して俳優としての確固たる地位を確立した。
1957年にはSF映画『戦慄!プルトニウム人間』へ主役として出演。プルトニウム爆弾の実験で被爆してしまい、身体が巨大化する軍中佐を演じて印象を残している。

### 死去
1991年1月26日、リンパ腫のためカリフォルニア州のカマリロで死去。73歳だった。

## 出演作品

### 映画
- ドクターXの復活 The Return of Doctor X (1939)
- 北大西洋 Action in the North Atlantic (1943)
- The Strange Death of Adolf Hitler (1943)
- Riding High (1943)
- Four Jills in a Jeep (1944)
- ミッドウェイ囮作戦 Wing and a Prayer (1944)
- In the Meantime, Darling (1944)
- 戦慄の調べ Hangover Square (1945)
- アダノの鐘 A Bell for Adano (1945)
- センチメンタル・ジャーニー Sentimental Journey (1946)
- 呪われた城 Dragonwyck (1946)
- Margie (1946)
- 永遠のアンバー Forever Amber (1947)
- アリゾナの決闘 Fury at Furnace Creek (1948)
- 蛇の穴 The Snake Pit (1948)
- Treasure of Monte Cristo (1949)
- The Iroquois Trail (1950)
- ネバダ決死隊 Hangman's Knot (1952)
- ギャングを狙う男 99 River Street (1953)
- One Girl's Confession (1953)
- The Big Chase (1954)
- 戦慄!プルトニウム人間 The Amazing Colossal Man (1957)
- Mutiny in Outer Space (1965)
- 有史前の惑星の女たち Women of the Prehistoric Planet (1966)
- チザム Chisum (1970)
- アンドロメダ… The Andromeda Strain (1971)

### テレビドラマ
- アームストロング・サークル・シアター Armstrong Circle Theatre (1950)
- スタジオ・ワン Studio One (1950)
- The Ford Theatre Hour (1950)
- Racket Squad (1951)
- Cavalcade of America (1953, 1955)
- ノース夫妻 Mr. & Mrs. North (1953)
- フォード・テレビジョン・シアター The Ford Television Theatre (1953)
- ウォーターフロント Waterfront (1954)
- Letter to Loretta (1955, 1960)
- マチネー・シアター Matinee Theatre (1956)
- The Gale Storm Show: Oh! Susanna (1957)
- ギリガン君SOS Gilligan's Island (1966)
- Hondo (1967)